# Pierrefitte-Nestalas

Pierrefitte-Nestalas este o comună în departamentul Hautes-Pyrénées din sudul Franței. În 2009 avea o populație de 1.300 de locuitori.

## Evoluția populației
| An        | 1975  | 1982  | 1990  | 1999  | 2006  | 2009  |
| --------- | ----- | ----- | ----- | ----- | ----- | ----- |
| Populație | 1.619 | 1.527 | 1.322 | 1.260 | 1.284 | 1.300 |